# Sioni Bolnisi
Sioni Bolnisi (Georgisch: სიონი ბოლნისი) is een Georgische voetbalclub uit de stad Bolnisi.
De club werd in 1936 opgericht. Na de onafhankelijkheid van Georgië speelde de club aanvankelijk in de lagere regionen. In 1995 promoveerde de club voor het eerst naar de hoogste klasse. Na enkele seizoenen in de middenmoot moet de club een play-off spelen in 1999 om het behoud te verzekeren. In 2004 werd voor het eerst aanspraak gemaakt op de titel, Sioni Bolnisi haalde evenveel punten als WIT Georgia en moest een beslissingswedstrijd om het kampioenschap spelen, die werd echter verloren met 0-2. De trend werd niet doorgezet in 2005 toen de club slechts 7de eindigde maar in 2006 was Sioni Bolnisi helemaal terug en werd voor het eerst de titel gewonnen. In 2016 degradeerde de club naar de Erovnuli Liga 2. Een jaar later keerde de club weer terug op het hoogste niveau. In 2019 degradeerde de club naar de Erovnuli Liga 2.

## Erelijst
- Landskampioen
  - 2006
- Georgische voetbalbeker
  - Finalist: 2003, 2016

## Eindklasseringen (grafiek) vanaf 1990
| 14 |

| 18 |

| 1 |

| 5 |

| 12 |

| 1 |

| 9 |

| 9 |

| 13 |

| 13 |

| 6 |

| 8 |

| 8 |

| 5 |

| 2 |

| 7 |

| 1 |

| 6 |

| 8 |

| 5 |

| 6 |

| 8 |

| 12 |

| 10 |

| 3 |

| 13 |

| 5 |

| 6 |

| 3 |

| 8 |

| 9 |

| 7 |

| 1 |

| 8 |

| 4 |

| 3 |

| Erovnuli Liga | Erovnuli Liga 2 | Liga 3 (Georgië) |

## In Europa
#Q = #kwalificatieronde, T/U = Thuis/Uit, W = Wedstrijd, PUC = punten UEFA-coëfficiënten .
Uitslagen vanuit gezichtspunt Sioni Bolnisi
| Seizoen                                                    | Competitie       | Ronde | Land                  | Club                | Totaalscore | 1e W    | 2e W    | PUC |
| ---------------------------------------------------------- | ---------------- | ----- | --------------------- | ------------------- | ----------- | ------- | ------- | --- |
| 2003/04                                                    | UEFA Cup         | Q     | Vlag van Slowakije    | FK Matador Púchov   | 0-6         | 0-3 (U) | 0-3 (T) | 0.0 |
| 2006/07                                                    | Champions League | 1Q    | Vlag van Azerbeidzjan | FK Bakoe            | 2-1         | 2-0 (T) | 0-1 (U) | 1.0 |
|                                                            |                  | 2Q    | Vlag van Bulgarije    | Levski Sofia        | 0-4         | 0-2 (U) | 0-2 (T) | 1.0 |
| 2014/15                                                    | Europa League    | 1Q    | Vlag van Albanië      | KS Flamurtari Vlorë | 4-4 u       | 2-3 (T) | 2-1 (U) | 1.0 |
| Totaal aantal behaalde punten voor UEFA-coëfficiënten: 2.0 |                  |       |                       |                     |             |         |         |     |

Zie ook
- Deelnemers UEFA-toernooien Georgië
- Eeuwige ranglijst van deelnemers UEFA-clubcompetities

FC Dinamo Tbilisi 2 ·
FC Gonio ·
Iberia 1999 2 · 
Lokomotivi Tbilisi ·
Merani Martvili ·
FK Mesjachte Tkiboeli ·
FC Roestavi ·
FC Samtredia ·
Sioni Bolnisi ·
Spaeri ·